# Imeni Matrosova
Imeni Matrosova (in lingua russa Имени Матросова) è un centro abitato dell'Oblast' di Magadan, situato nel Ten'kinskij rajon.